# Saint-Christophe-des-Bois
Pour les articles homonymes, voir Saint-Christophe.
Ne pas confondre avec la commune de Saint-Christophe-du-Bois (Maine-et-Loire).
Saint-Christophe-des-Bois est une commune française située dans le département d'Ille-et-Vilaine en Région Bretagne, peuplée de 562 habitants.

## Géographie

### Situation

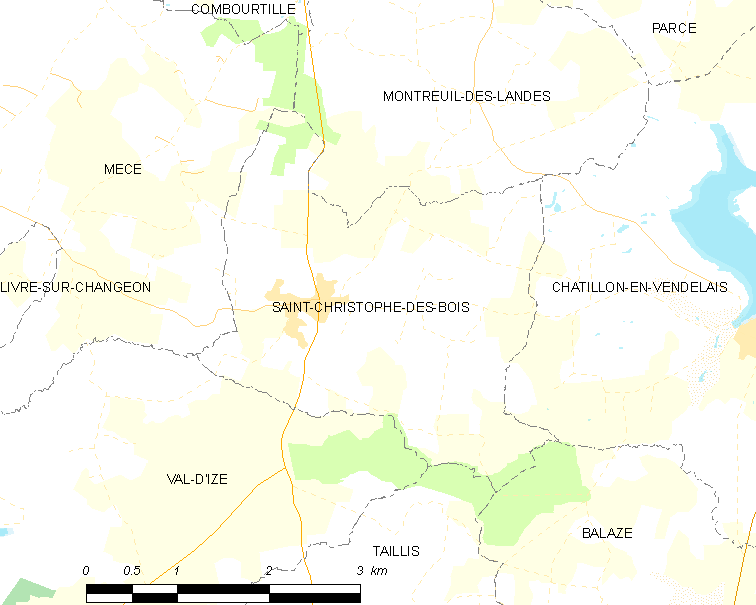
Carte de la commune de Saint-Christophe-des-Bois et des communes avoisinantes.

La commune est située entre Taillis  et Combourtillé sur l'ancienne route nationale 178  reliant Vitré à Fougères, devenue par la suite route RD 179.
Saint-Christophe-des-Bois est à environ 15 km de Fougères et de Vitré et fait partie du pays de Vitré (département d'Ille-et-Vilaine) et du canton de Vitré-Ouest.
Les communes limitrophes de Saint-Christophe-des-Bois sont, en commençant par le nord et en suivant le sens des aiguilles d'une montre : Montreuil-des-Landes, Châtillon-en-Vendelais, Balazé, Taillis, Val-d'Izé et Mecé.

### Relief et hydrographie
Les points les plus élevés du finage communal se trouvent dans sa partie nord-est (137 mètres eu lieu-dit "la Butte", 136 mètres à la chapelle de la Roussière Gérard), et le point le plus bas (99 mètres) à son extrémité sud-ouest au niveau de la confluence de la Veuvre et du Ruisseau de la Recrue. Le bourg est à 129 mètres d'altitude pour son point le plus élevé.

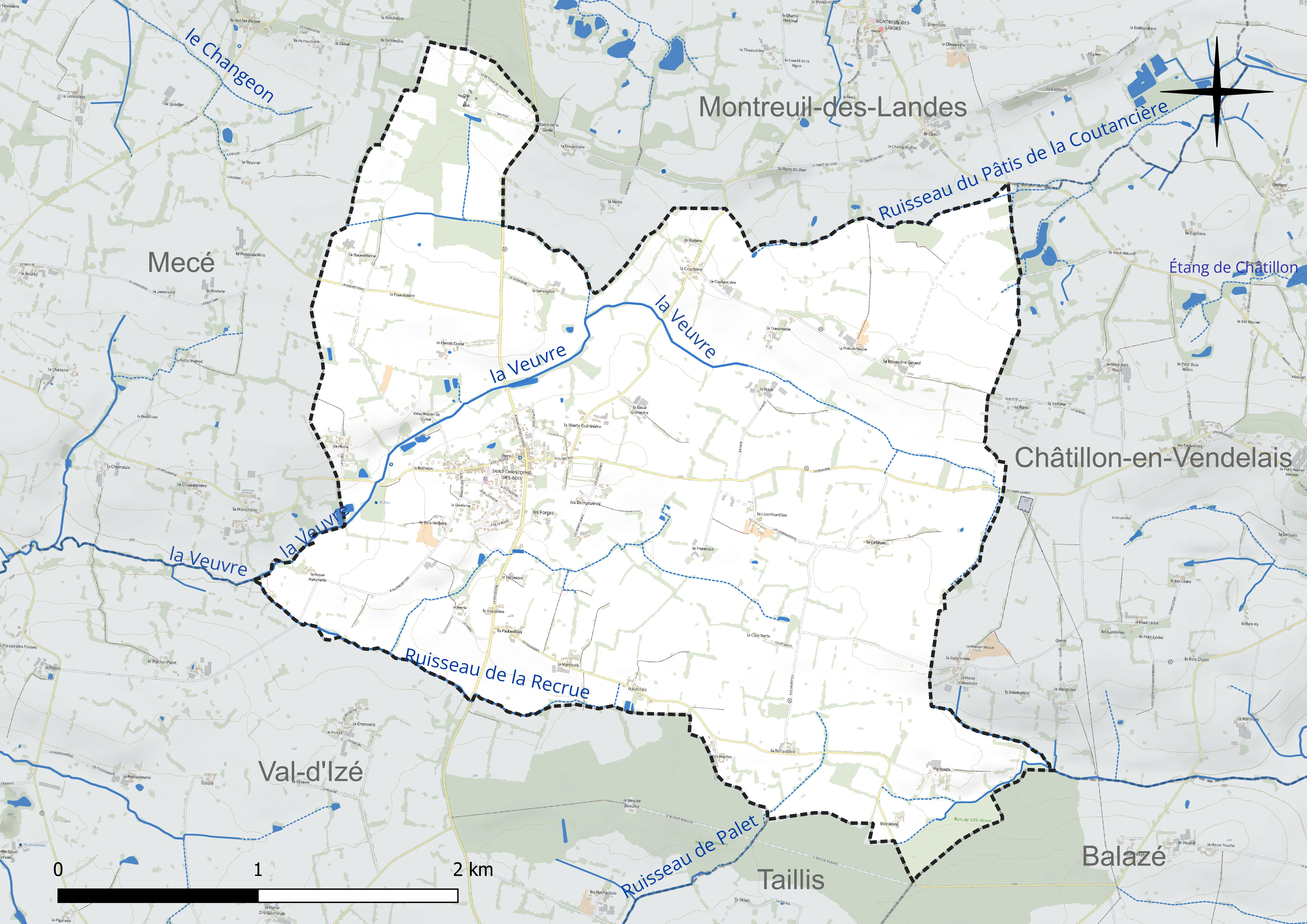
Carte du réseau hydrographique de Saint-Christophe-des-Bois.

Le cours d'eau principal qui traverse la commune approximativement en son milieu,en passant eu nord du bourg, est la Veuvre (nommée dans sa partie amont "Ruisseau de Cucé"), un affluent de rive droite de la Vilaine et qui sert un temps de limite communale avec Mecé. Un de ses affluents de rive gauche, le Ruisseau de la Recrue, sépare au sud la commune de celle de Taillis; un autre de ses affluents, de rive droite, le Ruisseau du Pâtis de la Coutancière, sert de limite nord avec la commune voisine de Montreuil-des-Landes. Tous ces cours d'eau coulent vers l'ouest.

### Hydrographie
Pour un article plus général, voir Réseau hydrographique d'Ille-et-Vilaine.
La commune est située dans le bassin Loire-Bretagne. Elle est drainée par la Veuvre, le ruisseau du Pâtis de la coutancière,,.
La Veuvre, d'une longueur de 43 km, prend sa source dans la commune  et se jette  dans la Vilaine à Noyal-sur-Vilaine, après avoir traversé neuf communes. 

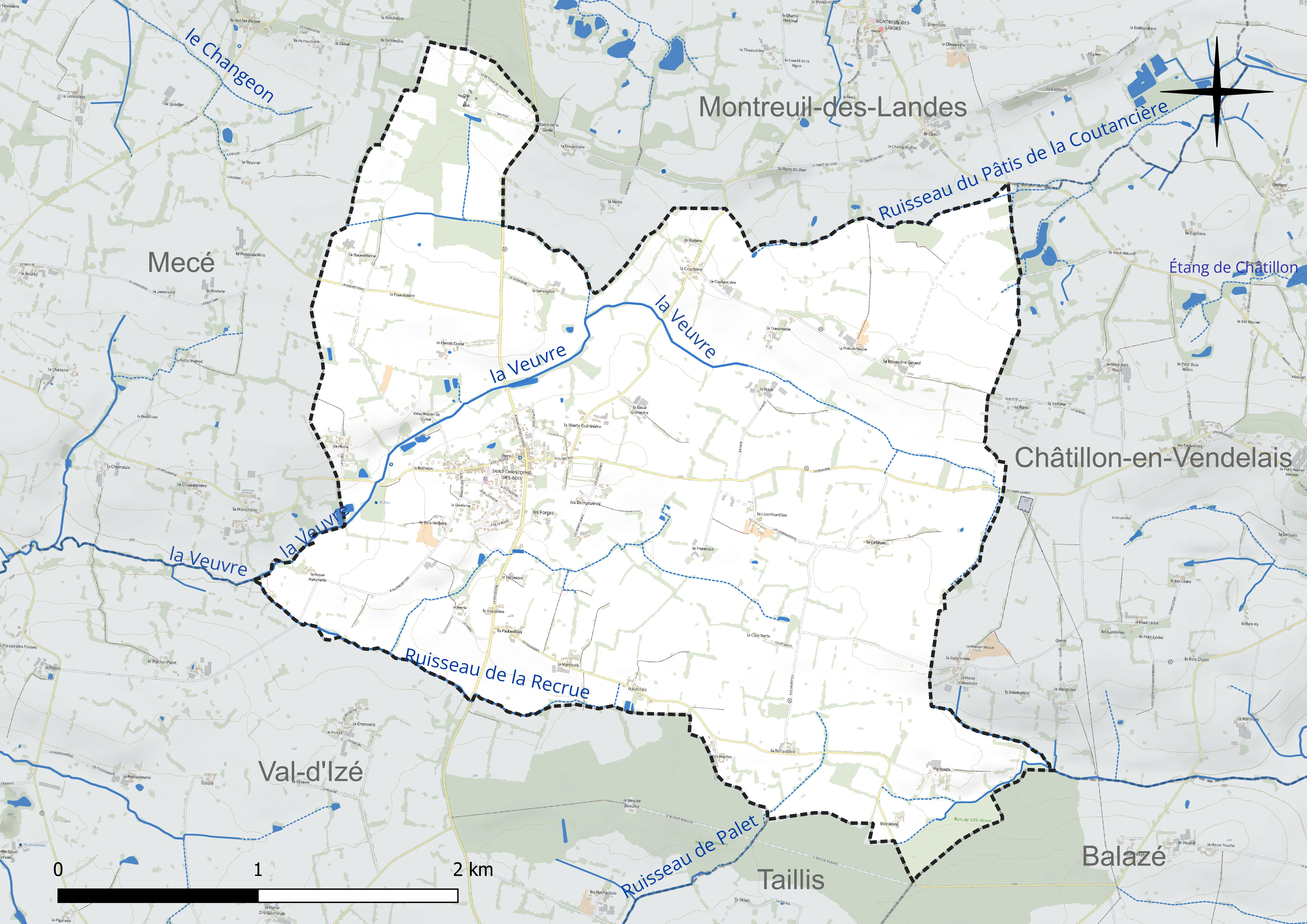
Réseau hydrographique de Saint-Christophe-des-Bois.

### Climat
Pour des articles plus généraux, voir Climat de la Bretagne et Climat d'Ille-et-Vilaine.
En 2010, le climat de la commune est de type climat océanique franc, selon une étude du CNRS s'appuyant sur une série de données couvrant la période 1971-2000. En 2020, Météo-France publie une typologie des climats de la France métropolitaine dans laquelle la commune est exposée à un climat océanique et est dans la région climatique  Bretagne orientale et méridionale, Pays nantais, Vendée, caractérisée par une faible pluviométrie en été et une bonne insolation. Parallèlement l'observatoire de l'environnement en Bretagne publie en 2020 un zonage climatique de la région Bretagne, s'appuyant sur des données de Météo-France de 2009. La commune est, selon ce zonage, dans la zone « Sud Est », avec des étés relativement chauds et ensoleillés.
Pour la période 1971-2000, la température annuelle moyenne est de 11 °C, avec une amplitude thermique annuelle de 13,4 °C. Le cumul annuel moyen de précipitations est de 850 mm, avec 13,5 jours de précipitations en janvier et 7,9 jours en juillet. Pour la période 1991-2020, la température moyenne annuelle observée sur la station météorologique la plus proche, située sur la commune de Fougères à 14 km à vol d'oiseau, est de 11,9 °C et le cumul annuel moyen de précipitations est de 939,1 mm,. Pour l'avenir, les paramètres climatiques de la commune estimés pour 2050 selon différents scénarios d'émission de gaz à effet de serre sont consultables sur un site dédié publié par Météo-France en novembre 2022.

### Transports
Saint-Christophe-des-Bois est traversé par la D 179 (ancienne Route nationale 178 déclassée), axe routier de Fougères à Vitré, désormais supplanté par la D 178, aussi axe routier Fougères - Vitré, lequel a été modernisé, mais ne traverse pas la commune, passant nettement plus à l'est par Balazé et Dompierre-du-Chemin.
Dans le sens est-ouest, la commune est traversée par la D 26 qui vient, côté est, de Châtillon-en-Vendelais et se dirige, côté ouest, vers Mecé.

### Habitat et paysages
Le paysage agraire traditionnel de la commune est le bocage avec un habitat dispersé d'écarts constitués de hameaux (appelés localement "villages") et fermes isolées.
Le bourg reste d'importance modeste, n'ayant connu qu'un modeste accroissement par la création de quelques lotissements depuis les Trente Glorieuses en raison de l'éloignement de la commune des grands centres urbains ; le reste de la commune a conservé son aspect rural.
Par contre, par rapport au début du XIXe siècle, le bourg traditionnel, situé un peu à l'écart, à l'ouest de la route principale, s'est modérément développé le long de la route Vitré - Fougères et même plus à l'est (lieu-dit "les Forges").
En dépit de son nom, Saint-Christophe-des-Bois n'a plus de nos jours que des bois de faibles dimensions (le bois principal est aux alentours du château de Malnoë, à l'extrême-nord de la commune) ; des espaces forestiers subsistent à sa limite communale, mais sont situés dans les communes voisines (le Bois de Beaufeu est en Taillis et Le Val-d'Izé)

## Urbanisme

### Typologie
Au 1er janvier 2024, Saint-Christophe-des-Bois est catégorisée commune rurale à habitat dispersé, selon la nouvelle grille communale de densité à sept niveaux définie par l'Insee en 2022.
Elle est située hors unité urbaine. Par ailleurs la commune fait partie de l'aire d'attraction de Vitré, dont elle est une commune de la couronne,. Cette aire, qui regroupe 30 communes, est catégorisée dans les aires de 50 000 à moins de 200 000 habitants,.

### Occupation des sols
L'occupation des sols de la commune, telle qu'elle ressort de la base de données européenne d'occupation biophysique des sols Corine Land Cover (CLC), est marquée par l'importance des territoires agricoles (93,6 % en 2018), une proportion sensiblement équivalente à celle de 1990 (94,2 %). La répartition détaillée en 2018 est la suivante :
prairies (58,9 %), terres arables (34,4 %), zones urbanisées (3,4 %), forêts (3 %), zones agricoles hétérogènes (0,3 %). L'évolution de l'occupation des sols de la commune et de ses infrastructures peut être observée sur les différentes représentations cartographiques du territoire : la carte de Cassini (XVIIIe siècle), la carte d'état-major (1820-1866) et les cartes ou photos aériennes de l'IGN pour la période actuelle (1950 à aujourd'hui).

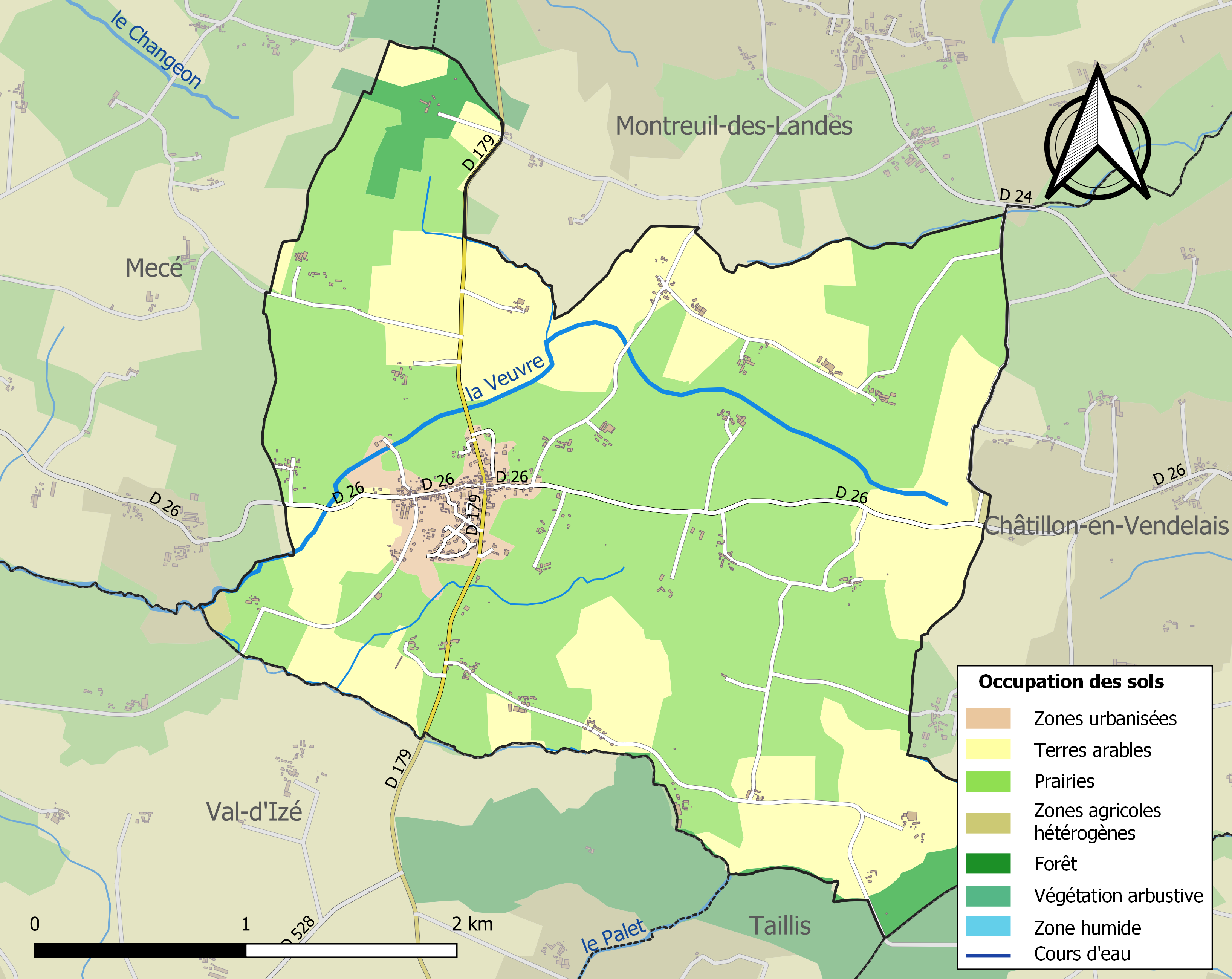
Carte des infrastructures et de l'occupation des sols de la commune en 2018 (CLC).

## Toponymie

### Attestations anciennes
Ecclesia Sancti Christofori non longe a Livriaco (1050) : non loin de Livré
Sanctus Christoforus de Nemore (1122) : i.e. Saint Christophe du bois,

## Histoire

### Moyen-Âge
La paroisse de Saint-Christophe-des-Bois dépendait autrefois de l'ancien évêché de Rennes, les papes Calixte II en 1122, Innocent II en 1142 et Urbain III en 1186, confirmèrent à leur tour l'abbaye de Saint-Florent dans la possession de l'église de Saint-Christophe, « ecclesiam Sancti Christofori ».
L'existence du prieuré de Saint-Christophe-des-Bois, membre de l'abbaye Saint-Florent de Saumur, est constatée au milieu du XIe siècle ; les papes Calixte II en 1122 et Innocent II en 1142 confirmèrent la possession de l'aglise de Saint-Christophe-des-Bois par l'abbaye de Saint-Florent.
Selon A. Marteville et P.Varin, la paroisse était jadis couverte de bois (d'où le suffixe de son nom) ; un seigneur du château de Malnoë aurait concédé ces bois à l'Abbaye Saint-Florent de Saumur et des moines les défrichèrent et s'établirent dans la paroisse, y créant un noviciat et gérant eux-mêmes la paroisse jusqu'en 1545, date à laquelle ils la confièrent à un recteur vivant de la portion congrue, se réservant l'essentiel des revenus pour leur communauté. Les moines restèrent dans la paroisse jusqu'en 1630, date à laquelle un édit les força de rentrer à Saint-Florent, mais l'abbé  de cette abbaye resta présentateur et décimateur de la paroisse.

### Temps modernes
En 1513 Michel de Malnoë était chevalier seigneur de Malnoë ; ce château appartenait en 1670 à Jacques-Annibal de Farcy et ses descendants le conservèrent jusqu'au XIXe siècle. En 1513 également le manoir du Plessis-Saint-Christophe appartenait à Tristan de Malestroit et son épouse Françoise de Montbourcher ; la Mancherie au chevalier Guérin de la Duchays.
En 1691 une confrérie du Rosaire existait dans l'église paroissiale.
Une épidémie de dysenterie fit des ravages en 1756 : « les paroisses les plus affligées sont celles de Balazé, Châtillon-en-Vendelais, Étrelles, Erbrée, Teillé [en fait Taillis), Saint-Christophe-des-Bois, Saint-Jean-sur-Vilaine et les environs de Saint-Martin de Vitré. Il y a, à ce qu'on m'a assuré, dans ces paroisses, quatre, cinq ou six enterrements par jour et, ce qu'il y a de plus touchant dans une pareille désolation, c'est que la plupart des gens de campagne s'abandonnent, et qu'en quelques endroits on n'a pas pu faire la récolte de blé noir faute de monde » écrit le subdélégué Charil.

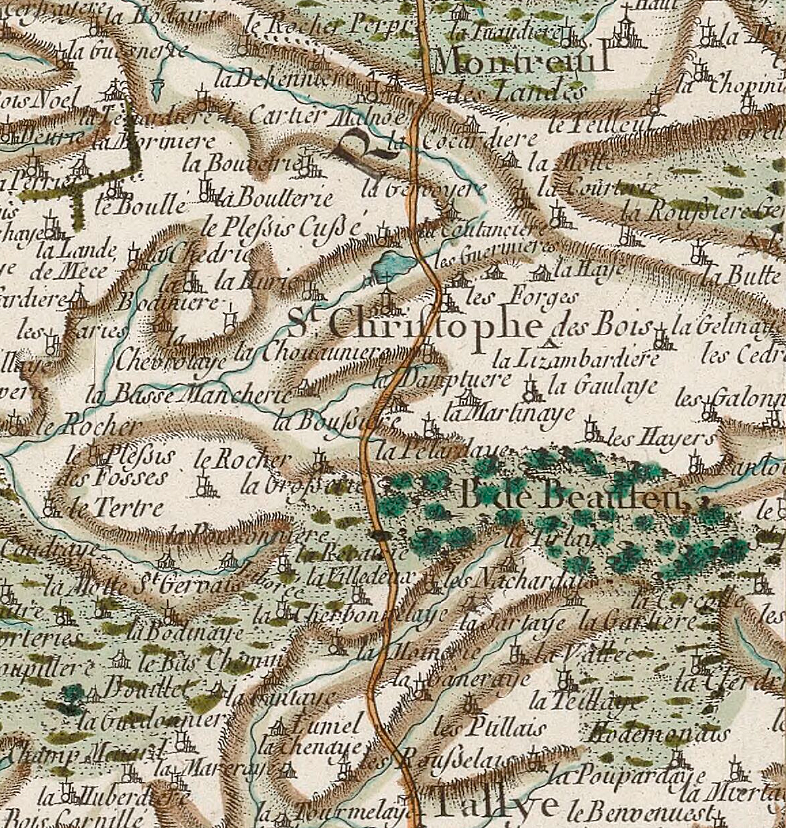
Carte de Cassini de la paroisse de Saint-Christophe-des-Bois et de ses environs (1772).

Selon Henri Sée, en 1774, le nombre des journaliers et domestiques à Saint-Christophe-des-Bois était de 111 sur une population totale qui s'élevait alors à 427 habitants. Le seigneur de Malnoë jouissait du droit de quintaine (chaque nouveau marié devait le jour de la Saint-Christophe [25 juillet] payer un droit de 4 mines d'avoine, 6 chapons, 12 poulets et 6 « justes » de vin valant 12 pots), du four banal et du droit de tenir un marché tous les mardis et plusieurs foires par an.
Jean-Baptiste Ogée décrit ainsi Saint-Christophe-des-Bois en 1778 :

« Saint-Christophe-des-Bois : sur une hauteur, près la route de Vitré  à Fougères ; à 8 lieues à l'Est-Bord-Est de Rennes, son évêché et son ressortj ; à 3 lieues de Vitré , sa subdélégation. On y compte 300 communiants ; la cure est présentée par l'Abbé de Saint-Florent de Saumur. En 1630, deux moines de cette Maison y faisaient encore les fondations curiales. Le territoire offre à la vue des coteaux, un étang très étendu [faux, sa superficie était de 3 ha seulement], près le bourg ; des terres assez bien cultivées, et beaucoup d'arbres. Il est environné de landes qui, je crois, ne sont pas dans son enceinte [elles sont en Izé]. Les hautes justices de Malnoë et de la Ronce appartiennent à M. de Farci de la Ville-du-Bois. »

Les paroissiens de Saint-Christophe-des-Bois devaient la corvée pour l'entretien de la route de Vitré à Fougères sur une longueur de 639 toises.
La chapelle Saint-Jean de Malenoë, qui avoisinait le manoir du même nom, aurait été construite au XVIe siècle ; elle était fondée vers 1713 de 3 messes par semaine (mais n'était plus desservie à la fin du XIXe siècle).
Augustin Le Royer, pourvu recteur de Saint-Christophe-des-Bois en 1761 le resta jusqu'à la Révolution française.

### Révolution française
L'assemblée électorale de Saint-Christophe-des-Bois en vue de la préparation des États généraux de 1789 se tint le 1er avril 1789 en présence de 21 paroissiens sous la présidence de Pierre Dufeu ; celui-ci et Prosper Dauphin furent élus pour représenter la paroisse à l'assemblée du tiers-état de la sénéchaussée. Il n't eut pas de cahier de doléances rédigé, les paroissiens se contentant d'approuver ceux rédigés à Rennes et dans les paroisses rurales environnante
Le prieuré Saint-Christophe fut vendu comme bien national pendant la Révolution française ; l'église paroissiale, qui était riche en ornements, tableaux, statues, fut dévastée ; le presbytère devint une caserne et l'église un corps de garde ; tout fut pillé ; un officier républicain fit réserver le tabernacle pour y loger son chien.
Une compagnie chouanne exista à Montreuil-sous-Pérouse et Saint-Christophe-des-Bois ; elle était membre de la "colonne d'Izé", dirigée par Henri du Boishamon, qui elle-même dépendait de la division de Vitré de l'Armée catholique et royale de Rennes et de Fougères. La "colonne d'Izé" était divisée en plusieurs compagnies : la compagnie de Montreuil-sous-Pérouse et Saint-Christophe-des-Bois (dont le capitaine était Michel Chauvin et les lieutenants Jean-Baptiste Aubrée et François Fouillet), la compagnie de Balazé, la compagnie de Champeaux et Taillis, la compagnie d'Izé, la compagnie de Saint-Jean-sur-Vilaine, la compagnie de Princé et Montautour.

### LeXIXesiècle

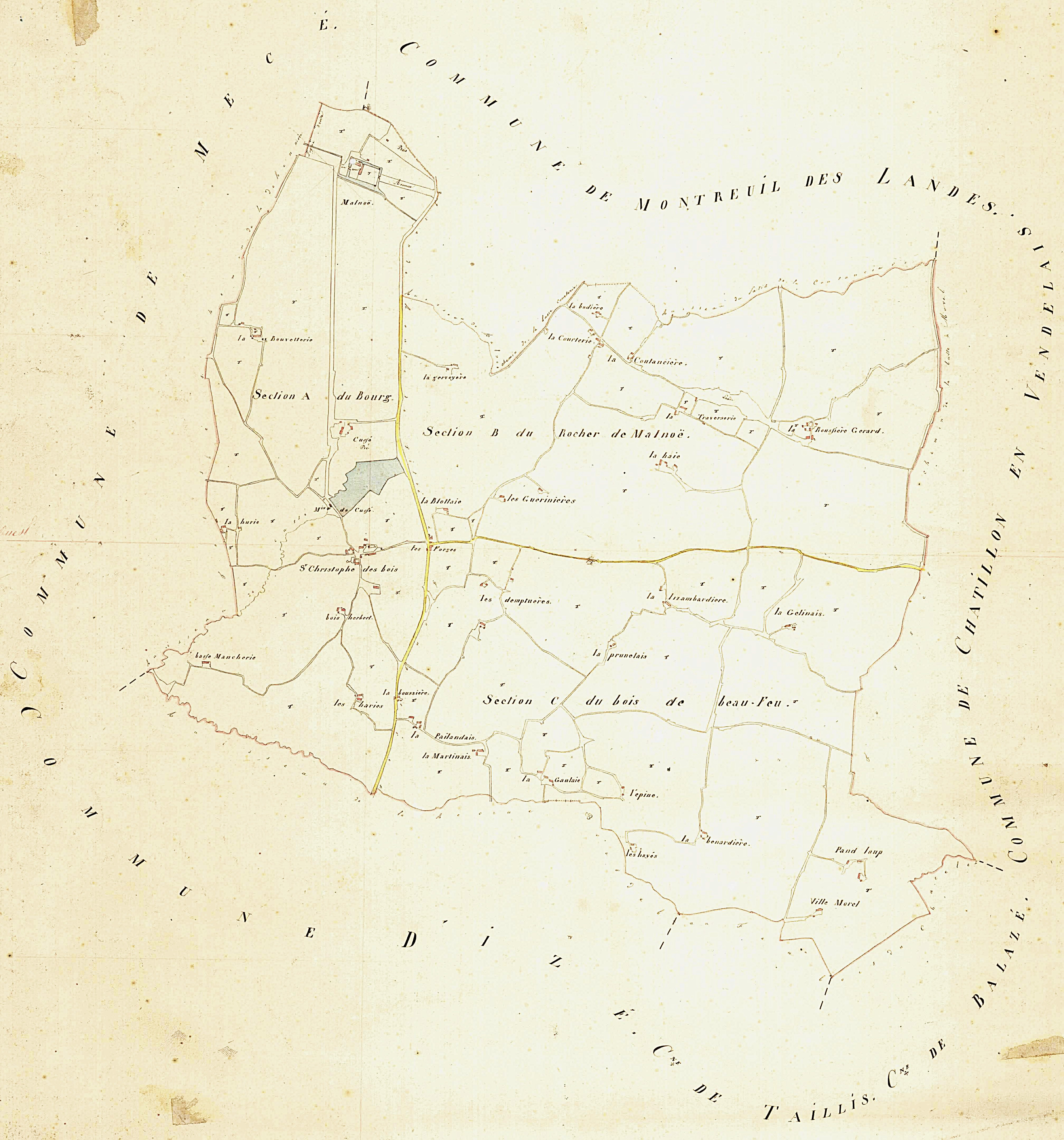
Plan cadastral de la commune de Saint-Christophe-des-Bois (1824, tableau d'assemblage).

A. Marteville et P Varin, continuateurs d'Ogée, décrivent ainsi Saint-Christophe-des-Bois en 1853 :

« Saint-Christophe-des-Bos (sous l'invocation de saint Christophe) : commune formée de l'ancienne paroisse de ce nom ; aujourd'hui succursale. (..) Principaux villages : la Bouvetterie, la Courterie, la Roussière-Gérard, Pand-Loup, la Gaulaie, la Hurie. Superficie totale 926 hectares 49 ares, dont (..) terres labourables 647 ha, prés et pâturages 130 ha, bois 28 ha, vergers et jardins 13 ha, étangs 3 ha, landes et incultes 72 ha (..). Moulin : 1 (de Cussé, à eau). (..) L'ancien château de Malnoë n'existe plus ; c'est aujourd'hui une construction moderne qui date des premières années du XIXe siècle. (..) La commune est traversée, du sud au nord, par la route de Vitré à Fougères. (..) Géologie : quartzite. On parle le français [en fait le gallo]. »

En 1874, 149 habitants des communes de Taillis, Champeaux, Marpiré, Saint-Christophe-des-Bois et Eancé signent une pétition à l'Assemblée nationale suppliant les députés de proclamer comme roi légitime Henri V.

### LeXXesiècle

#### La Belle Époque

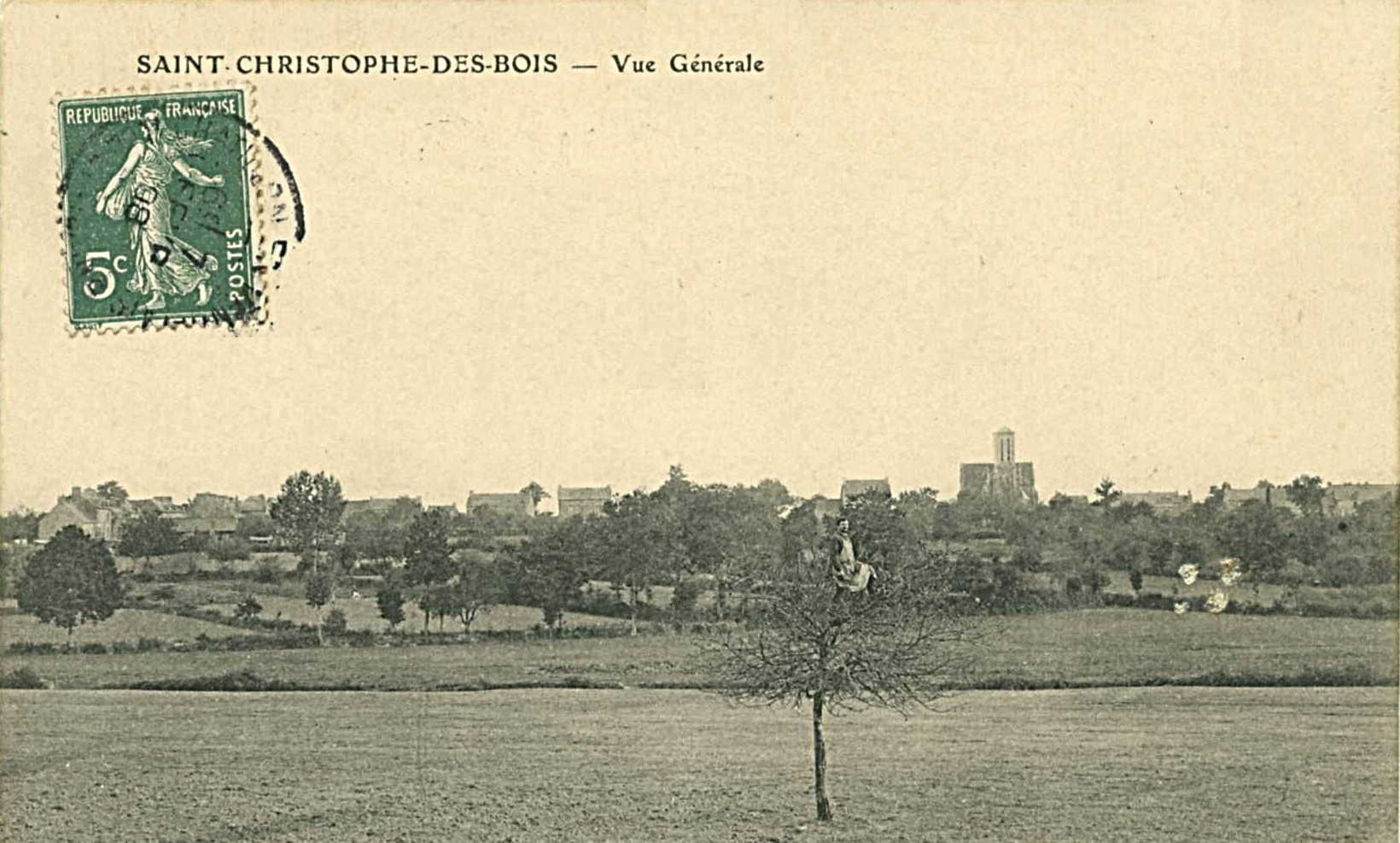
Vue d'ensemble du bourg au début du XXe siècle (carte postale).
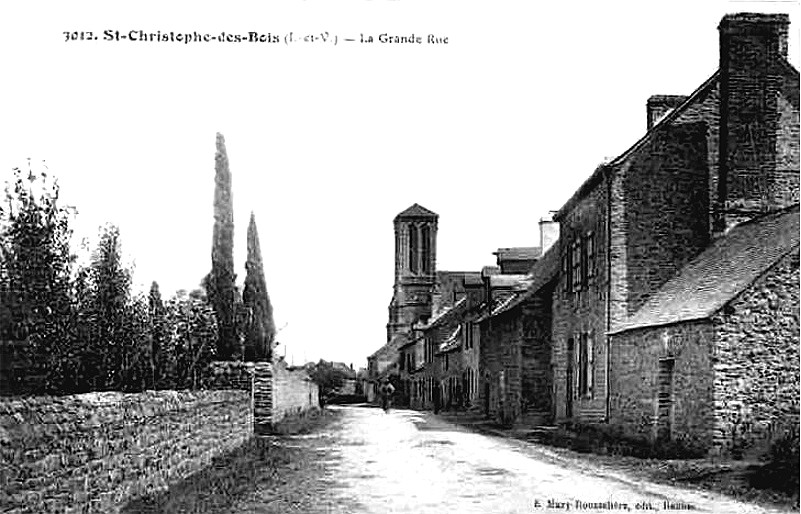
La Grande Rue au début du XXe siècle (carte postale).
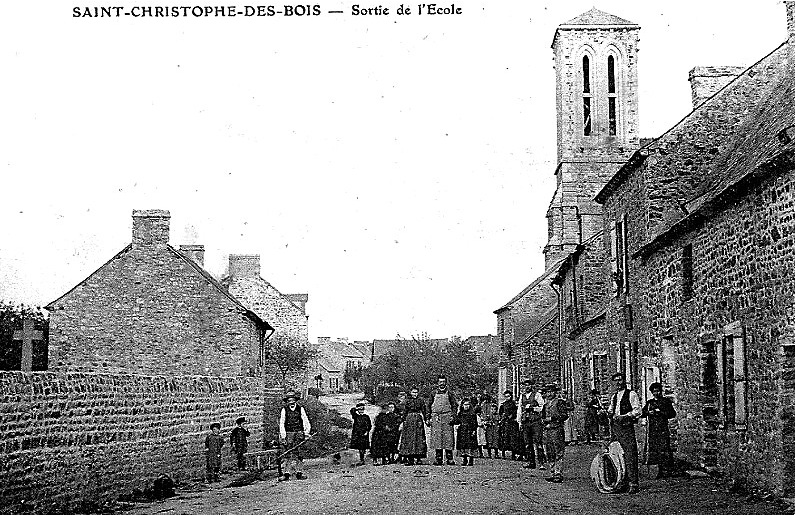
L'église et la sortie de l'école au début du XXe siècle (carte postale).
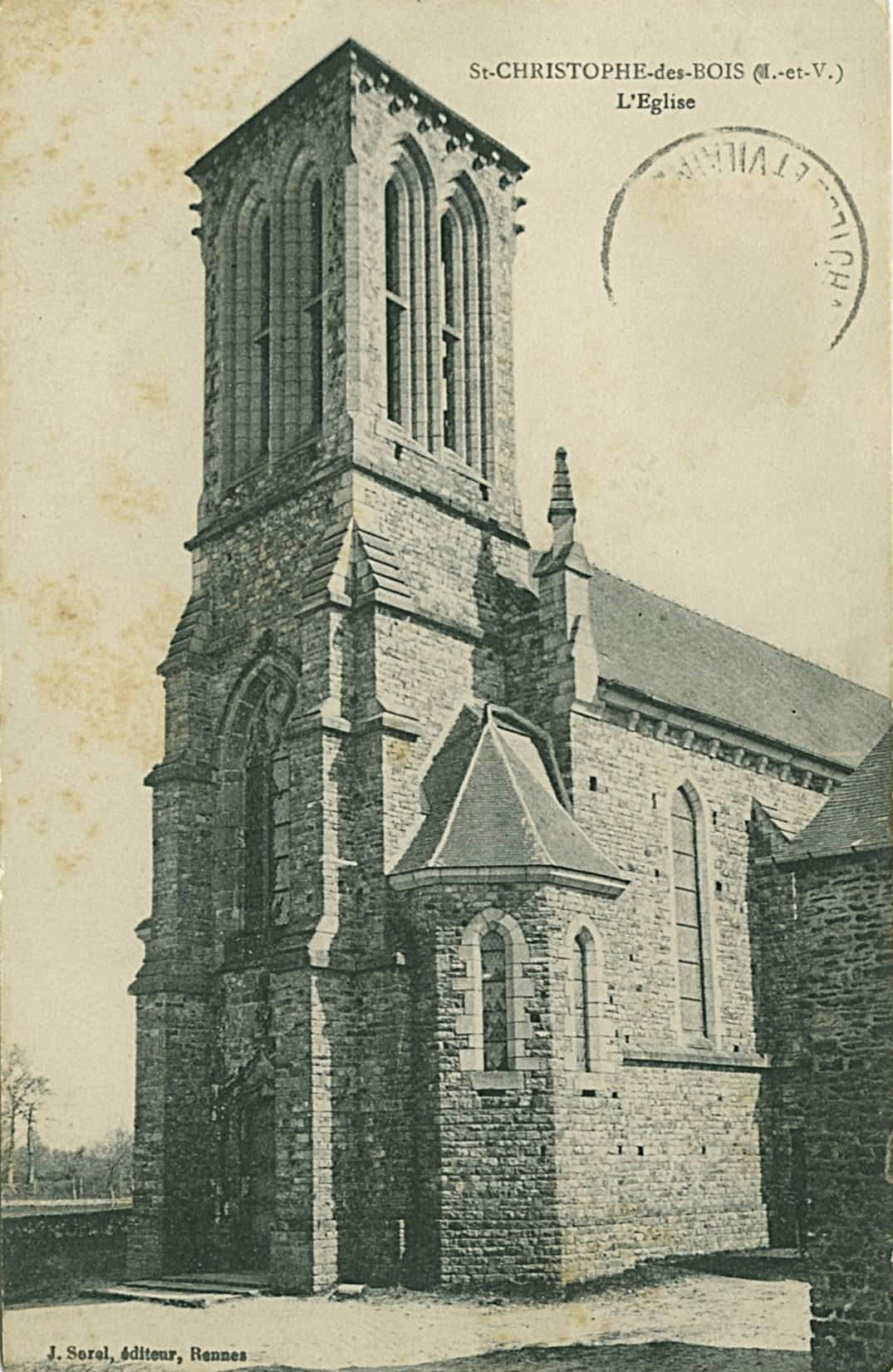
L'église paroissiale Saint-Christophe au début du XXe siècle (carte postale).
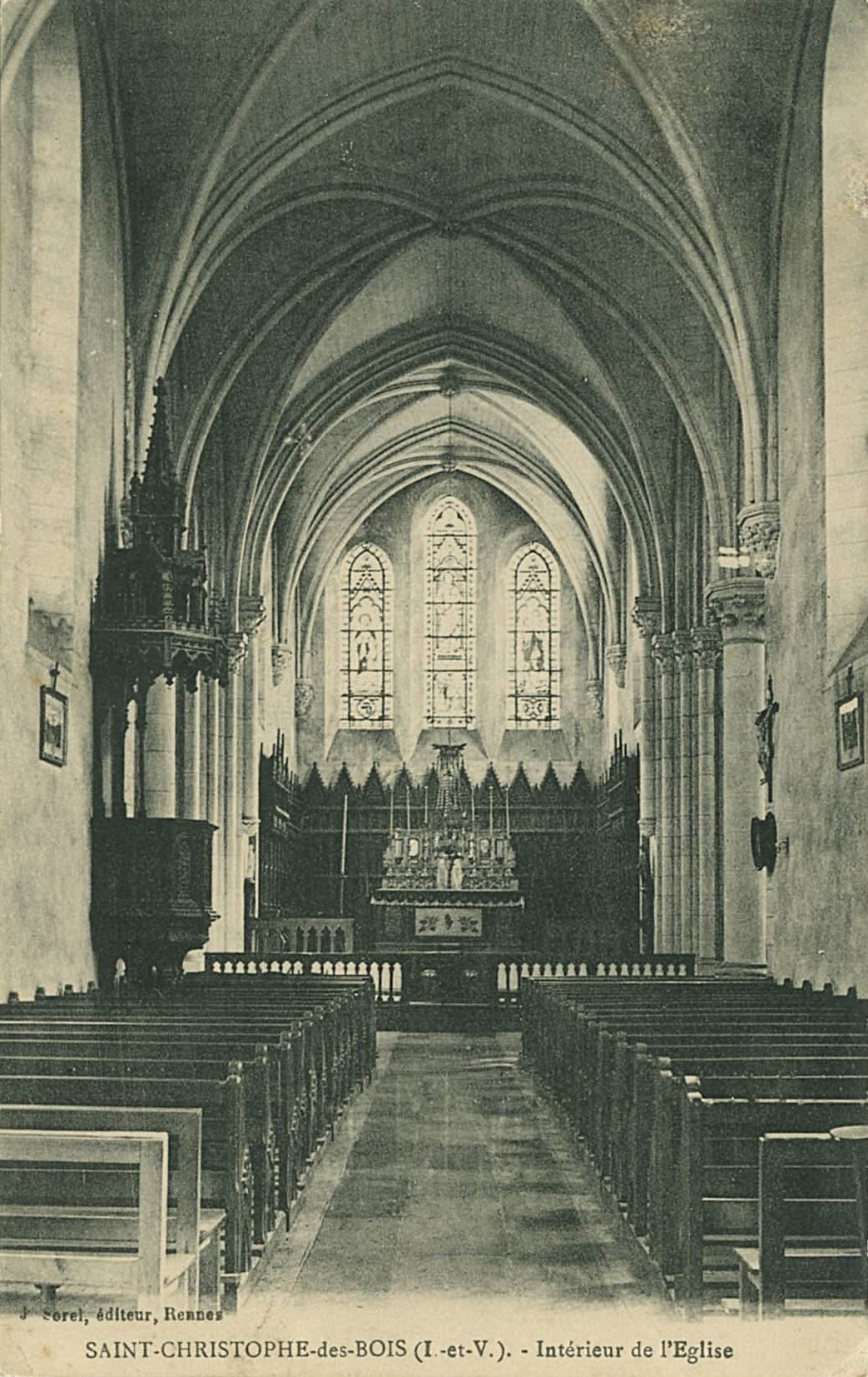
Vue intérieure de l'église paroissiale au début du XXe siècle (carte postale).
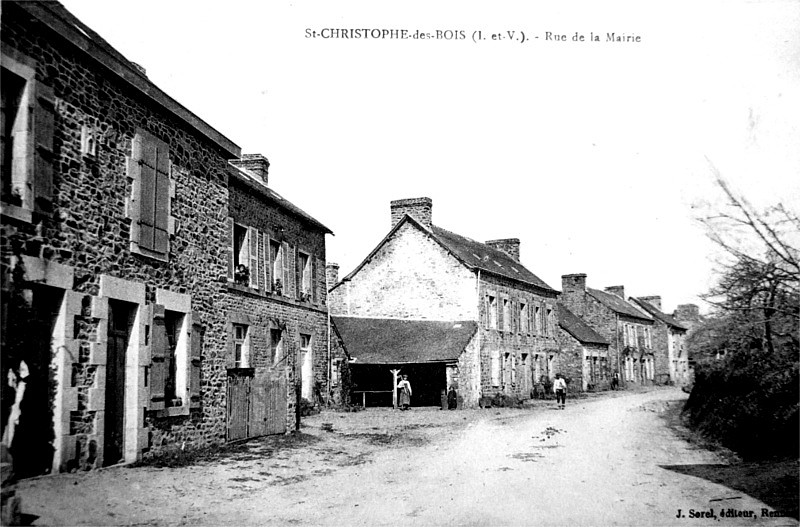
La rue de la Mairie au début du XXe siècle (carte postale).
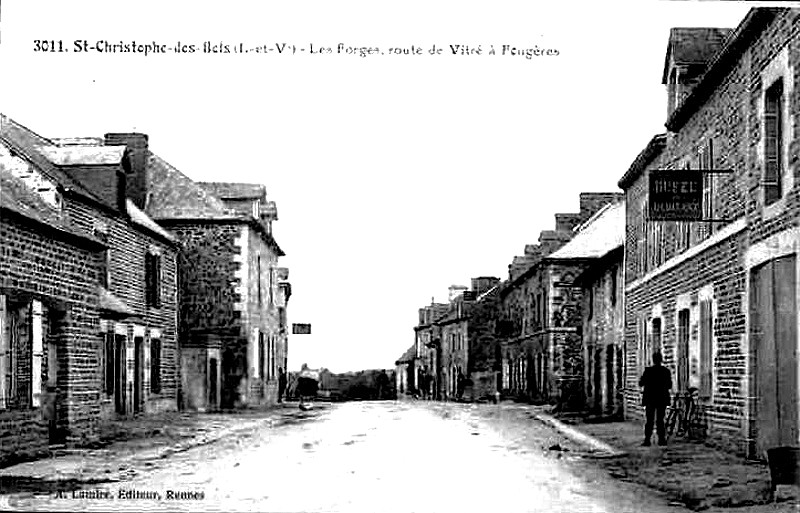
Les Forges (route de Vitré à Fougères) au début du XXe siècle (carte postale).

#### La Première Guerre mondiale

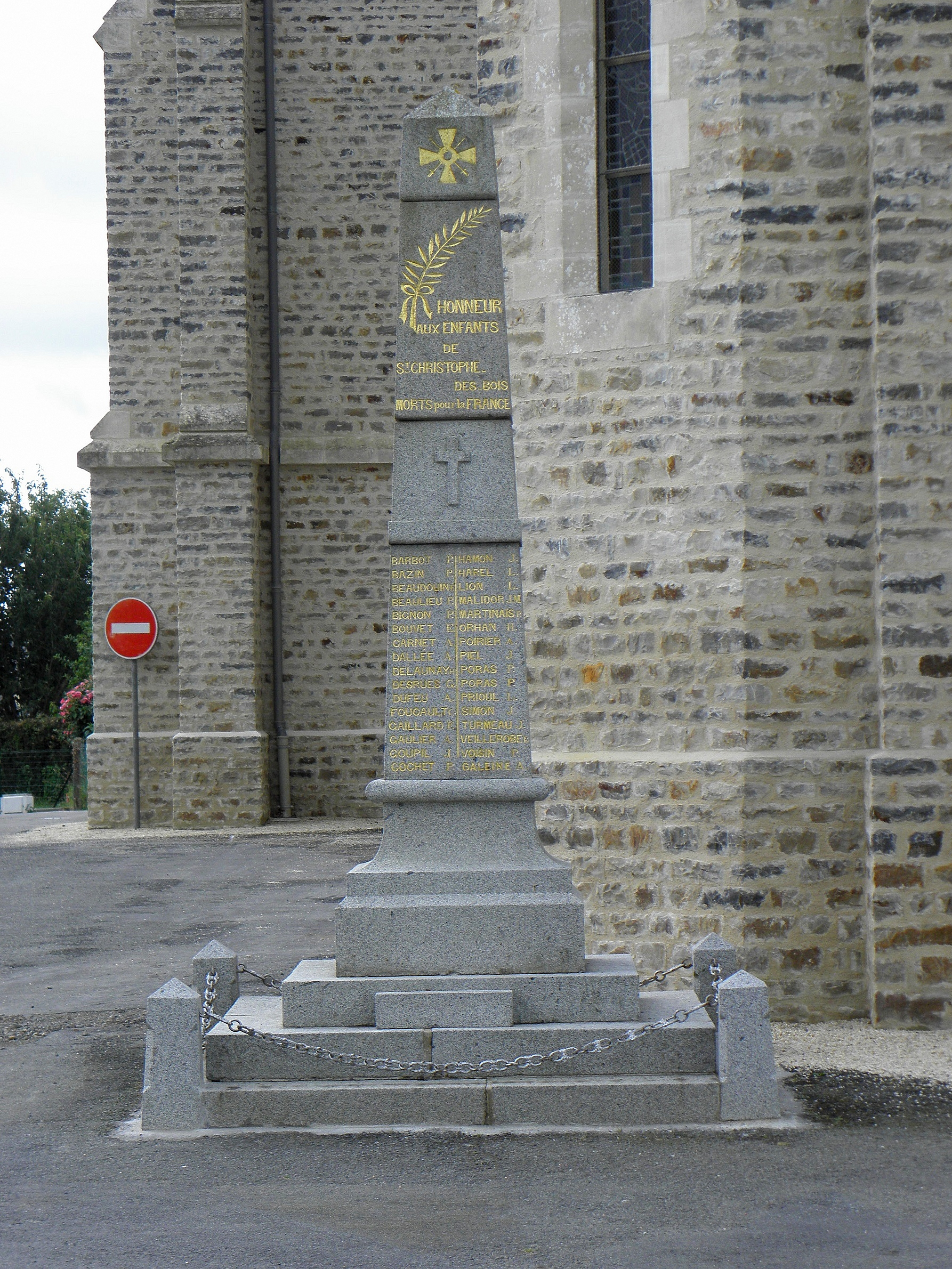
Le monument aux morts.

Le monument aux morts de Saint-Christophe-des-Bois porte les noms de 30 soldats morts pour la France pendant la Première Guerre mondiale : parmi eux 4 sont morts en Belgique (Pierre Bazin le 10 novembre 1914, Jean Malidor le 17 novembre 1914, Pierre Barbot le 10 novembre 1915 et Guy Desrues le 12 février 1916) ; Charles Foucault est mort de maladie alors qu'il était en captivité en Allemagne le 13 décembre 1918, donc plus d'un mois après l'armistice ; tous les autres sont morts sur le sol français.

#### L'Entre-deux-guerres
Le monument aux morts de Saint-Christophe-des-Bois est inauguré le 25 juillet 1920.

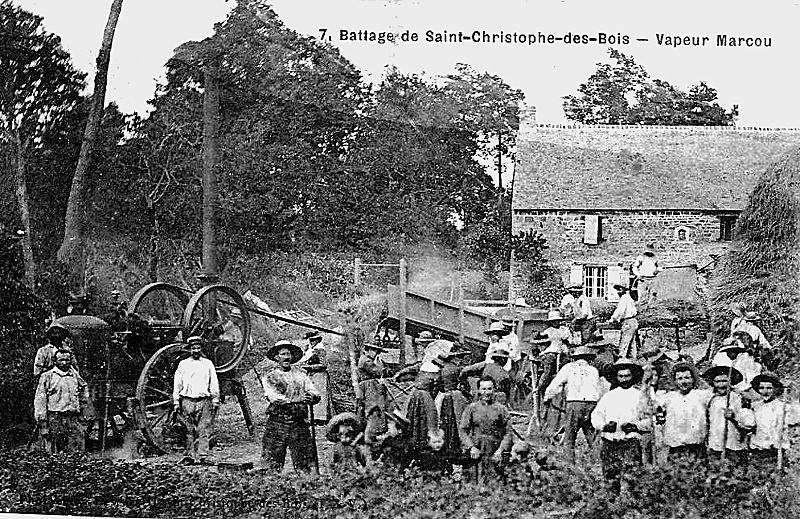
Saint-Christophe-des-Bois ː scène de battage vers 1925 (carte postale).

#### La Seconde Guerre mondiale
De mars 1944 à 1945, dix-neuf enfants juifs sont cachés par les habitants de la commune de Saint-Christophe-des-Bois, avec l'accord et l'aide de Jean Pitois, maire de 1943 à 1949, dont les 4 enfants de la famille Adass (leurs parents furent déportés) accueillis par le famille Pihan, Maurice et Roger Barouh par la famille Lebreton, Simon, Lilian et Alice Wajnberg par la famille Boutros, etc. ; les habitants de la commune firent preuve d'un courage exemplaire en gardant le silence afin de protéger les enfants et de les soustraire au regard de la gendarmerie locale de Châtillon-en-Vendelais et des soldats allemands. Après des années d'oubli, le réalisateur Nicolas Ribowski a tourné en 2013 le documentaire Jamais je ne t'oublierai.
La commune n'a eu aucun mort pour la France pendant la Seconde Guerre mondiale.

#### L'après Seconde Guerre mondiale
André Galeine, canonnier au 64e régiment de l'Armée d'Afrique, est mort pour la France le 24 août 1961 pendant la Guerre d'Algérie.

## Politique et administration
| Période                                  | Période      | Identité                  | Étiquette | Qualité |
| ---------------------------------------- | ------------ | ------------------------- | --------- | --- |
|                                          |              |                           |           | |
| avant 1806                               | 1808         | René Cochet               |           | |
| 1808                                     | 1815         | Joseph Herber             |           | |
| 1815                                     | 1829         | Alexandre Betton          |           | |
| 1830                                     | 1860         | Jean François Mareteux    |           | |
| 1860                                     | 1863         | Jean Joseph Léonard       |           | Gendarme. Cultivateur. |
| 1863                                     | 1870         | Ambroise Mareteux         |           | Expert. Domicilié à la Demptière en Saint-Christophe-des-Bois. Fils de Jean François Mareteux, maire entre 1830 et 1860.                         |
| 1870                                     | 1880         | Pierre Morazé             |           | Propriétaire cultivateur. |
| 1880                                     | 1884         | Toussaint Jacques Chéanne |           | Sabotier. |
| 1884                                     | 1896         | Armand de Farcy de Malnoë |           | Lieutenant des Gardes mobiles d'Ille-et-Vilaine pendant la Guerre de 1870 ; officier d'ordonnance du général Athanase de Charette de la Contrie. |
| 1896                                     | 1907         | François Dufeu            |           | Propriétaire. |
| 1907                                     | 1919         | Louis Vieillerobe         |           | |
| 1919                                     | après 1924   | Arsène Fougères           |           | |
|                                          |              |                           |           | |
| 1943                                     | 1949         | Jean Pitois               |           | |
| 1949                                     | 1976         | Marcel Marcou             |           | Entrepreneur de scierie. |
| 1976                                     | 1992         | Henri Froc                |           | |
| 1992                                     | mars 2001    | Rosalie Froc              |           | Chef d'entreprise en produits béton retraitée |
| mars 2001                                | mars 2008    | Jean-Pierre Murolo        |           | Retraité de la gendarmerie |
| mars 2008                                | juillet 2020 | Jean Pitois               | SE        | Commerçant retraité. |
| juillet 2020                             | En cours     | Yves Guérin               |           | Chef d'entreprise retraité, ancien adjoint |
| Les données manquantes sont à compléter. |              |                           |           | |

### Infrastructures municipales
- Écoles maternelle et primaire, assistantes maternelles, transport scolaire vers Vitré.
- Terrains de football avec vestiaire, salle polyvalente, bibliothèque, espace détente.

## Démographie
L'évolution du nombre d'habitants est connue à travers les recensements de la population effectués dans la commune depuis 1793. Pour les communes de moins de 10 000 habitants, une enquête de recensement portant sur toute la population est réalisée tous les cinq ans, les populations de référence des années intermédiaires étant quant à elles estimées par interpolation ou extrapolation. Pour la commune, le premier recensement exhaustif entrant dans le cadre du nouveau dispositif a été réalisé en 2008.
En 2022, la commune comptait 562 habitants, en évolution de −4,26 % par rapport à 2016 (Ille-et-Vilaine : +5,46 %, France hors Mayotte : +2,11 %).
| 1793 | 1800 | 1806 | 1821 | 1831 | 1836 | 1841 | 1846 | 1851 |
| ---- | ---- | ---- | ---- | ---- | ---- | ---- | ---- | ---- |
| 500  | 457  | 511  | 583  | 461  | 483  | 490  | 507  | 562  |

| 1856 | 1861 | 1866 | 1872 | 1876 | 1881 | 1886 | 1891 | 1896 |
| ---- | ---- | ---- | ---- | ---- | ---- | ---- | ---- | ---- |
| 575  | 555  | 592  | 588  | 620  | 580  | 614  | 580  | 544  |

| 1901 | 1906 | 1911 | 1921 | 1926 | 1931 | 1936 | 1946 | 1954 |
| ---- | ---- | ---- | ---- | ---- | ---- | ---- | ---- | ---- |
| 515  | 530  | 522  | 458  | 469  | 504  | 511  | 524  | 482  |

| 1962 | 1968 | 1975 | 1982 | 1990 | 1999 | 2006 | 2008 | 2013 |
| ---- | ---- | ---- | ---- | ---- | ---- | ---- | ---- | ---- |
| 469  | 473  | 430  | 420  | 467  | 475  | 498  | 505  | 577  |

| 2018 | 2022 | - | - | - | - | - | - | - |
| ---- | ---- | - | - | - | - | - | - | - |
| 562  | 562  | - | - | - | - | - | - | - |

## Économie
- Le seul commerce actuellement en activité à Saint-Christophe-des-Bois est un commerce multi-service mis en place après le départ du boulanger et les faillites successives de trois propriétaires du bar, aujourd'hui sans repreneur. Le boucher-charcutier traiteur a lui aussi fermé.[réf. nécessaire]
- Artisans divers.

## Transports
La commune est desservie par la ligne de bus no 3 de Vitré Communauté.

## Lieux et monuments

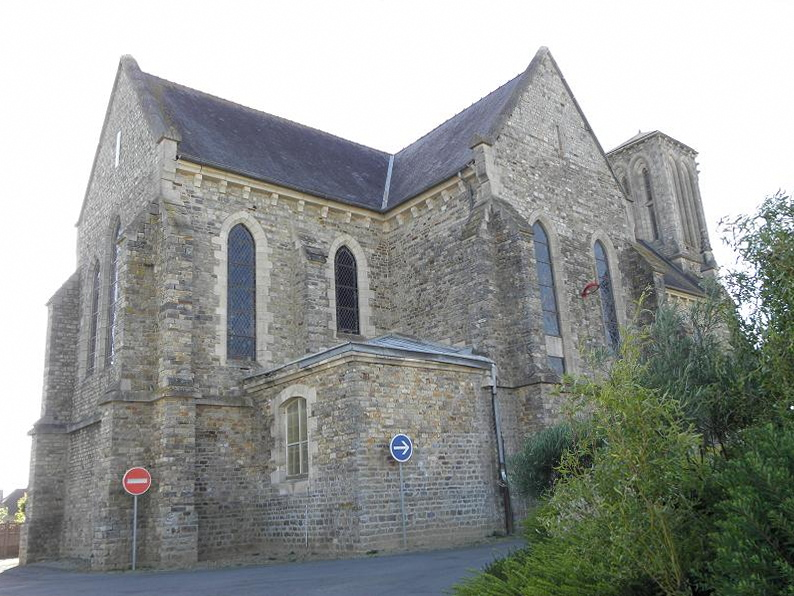
L'église paroissiale Saint-Christophe.

- L'église Saint-Christophe (1886), édifiée par l'architecte Arthur Regnault en remplacement d'une ancienne église située dans l'actuel cimetière et dédiée à saint Christophe. Le chœur date de 1886, le portail des années 1500 provient de l'ancienne église. Le maître-autel date du XVIIe-XVIIIe siècle et la cuve baptismale du XVe siècle[42]. Elle possède aussi de nombreux objets religieux d'intérêt patrimonial : bénitier, ciboire, ostensoir, fonts baptismaux, croix reliquaire, croix de procession, etc..

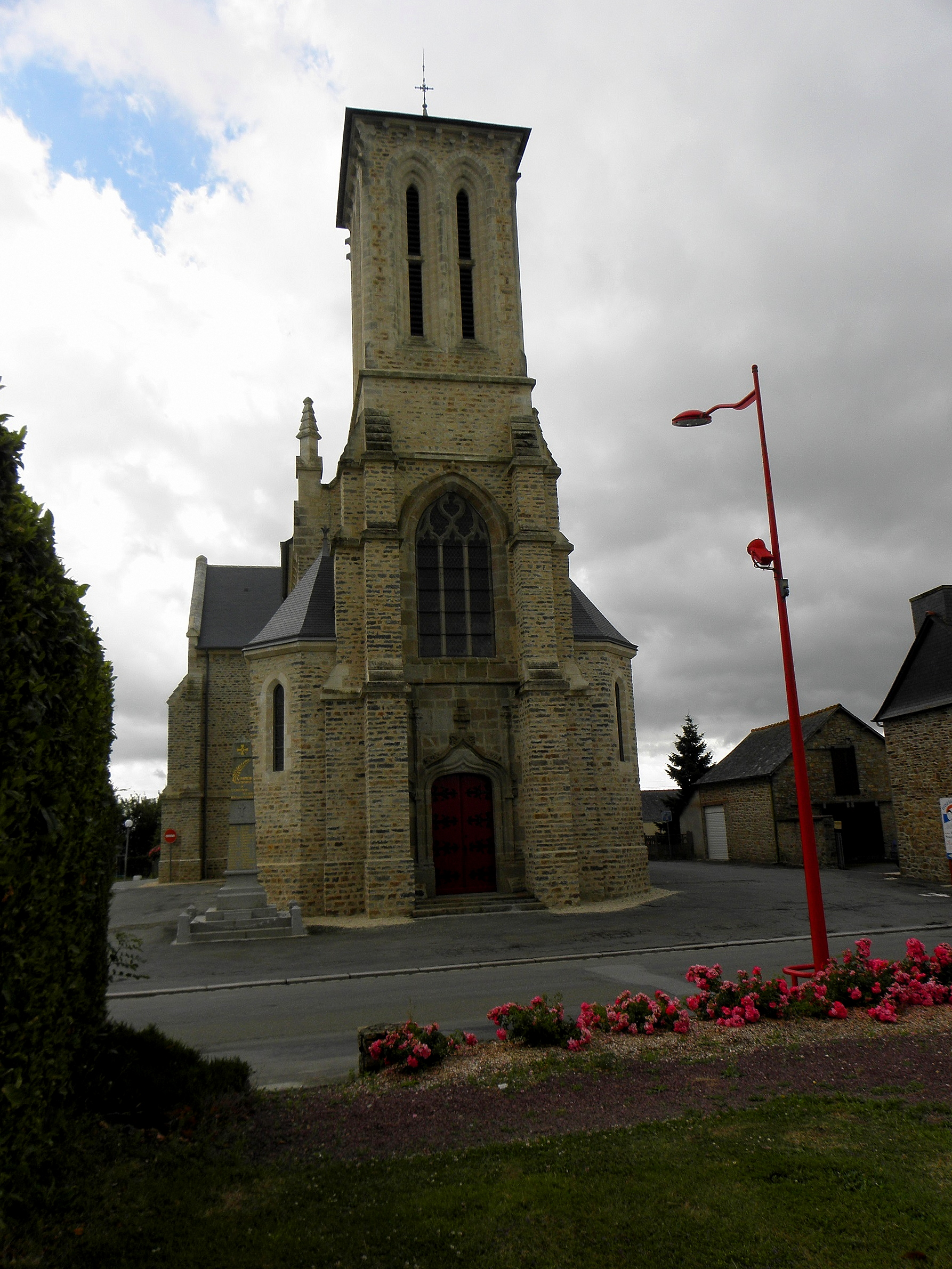
La façade de l'église Saint-Christophe.
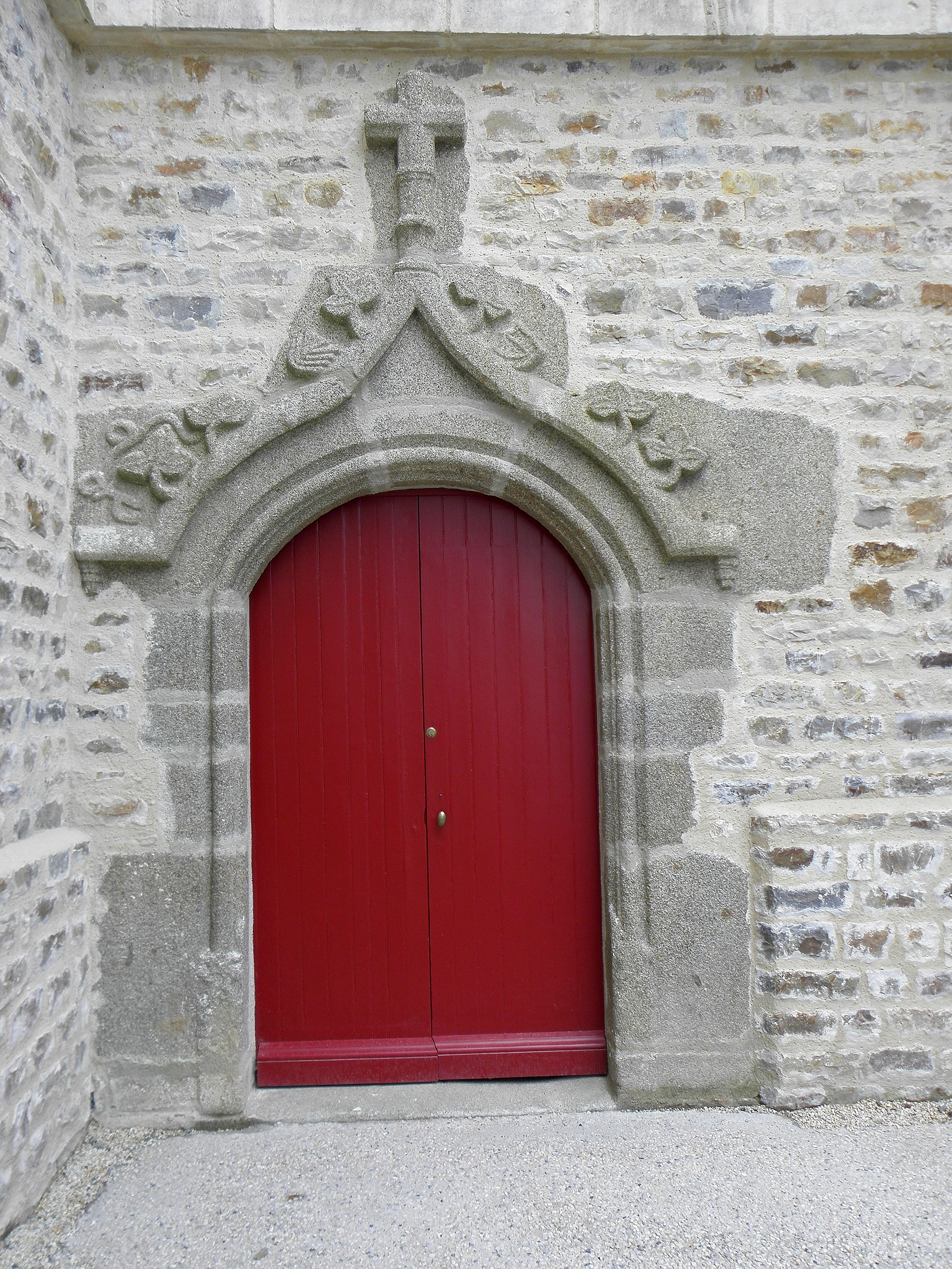
La porte du croisillon droit.
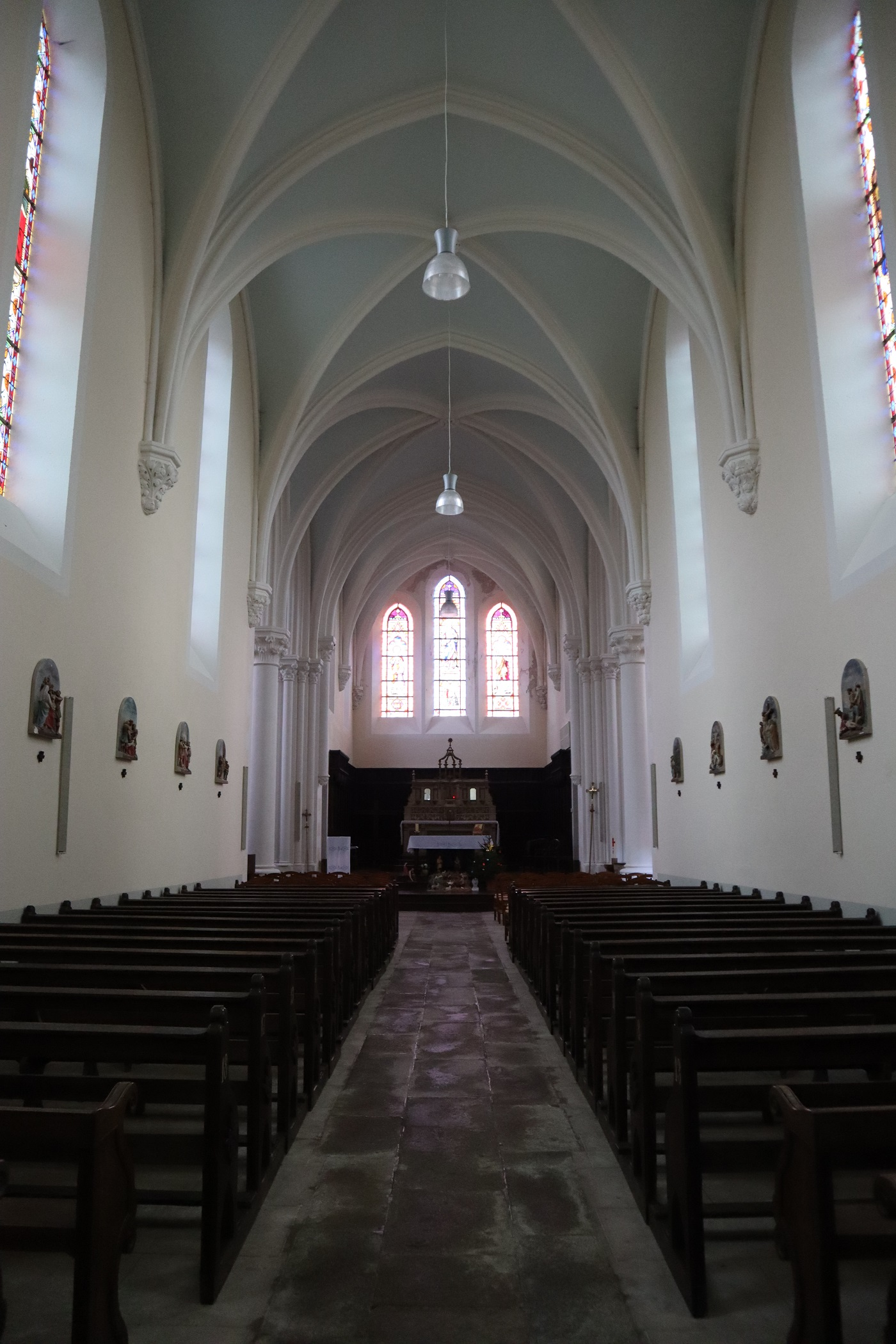
Vue intérieure d'ensemble.
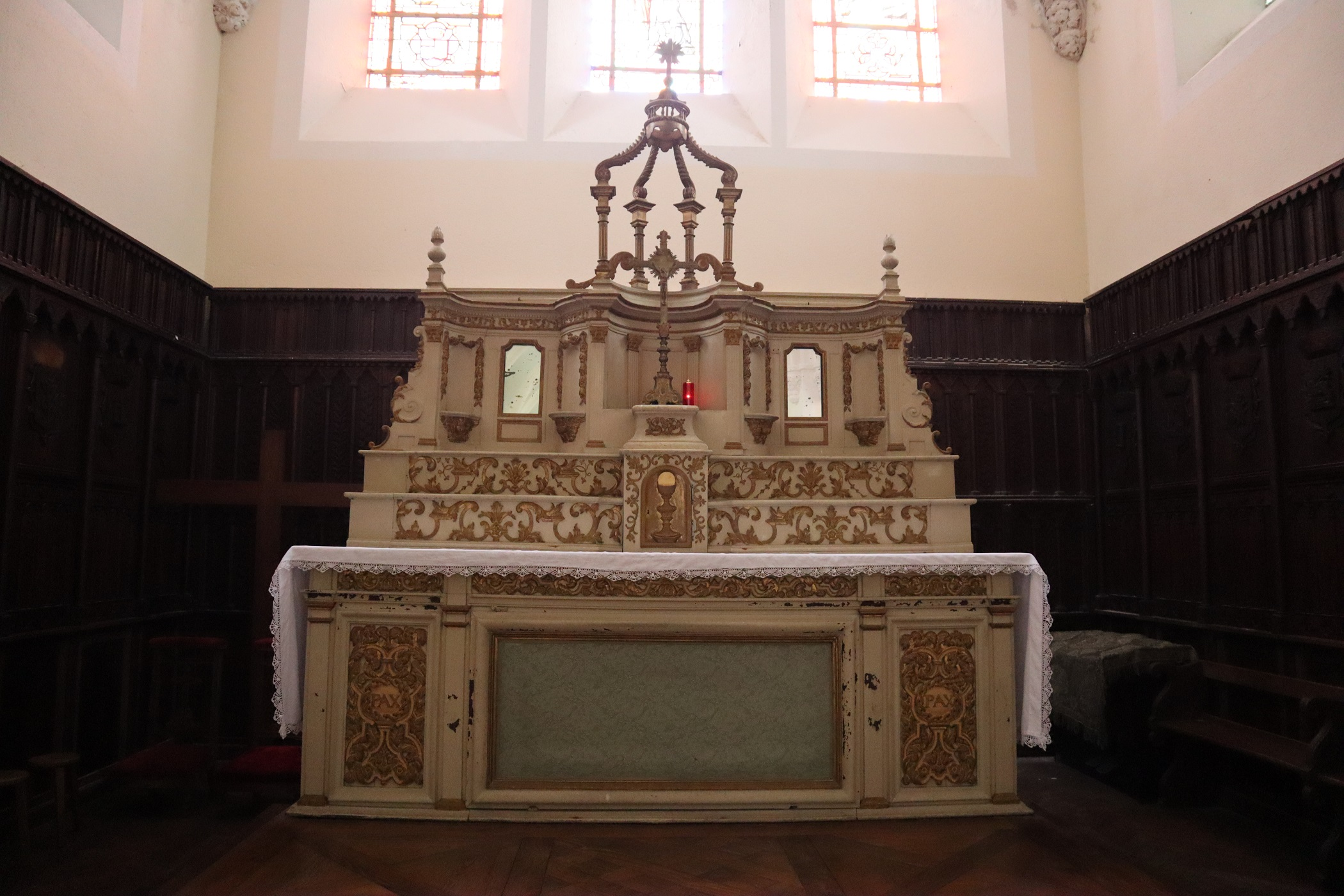
Le maître-autel.
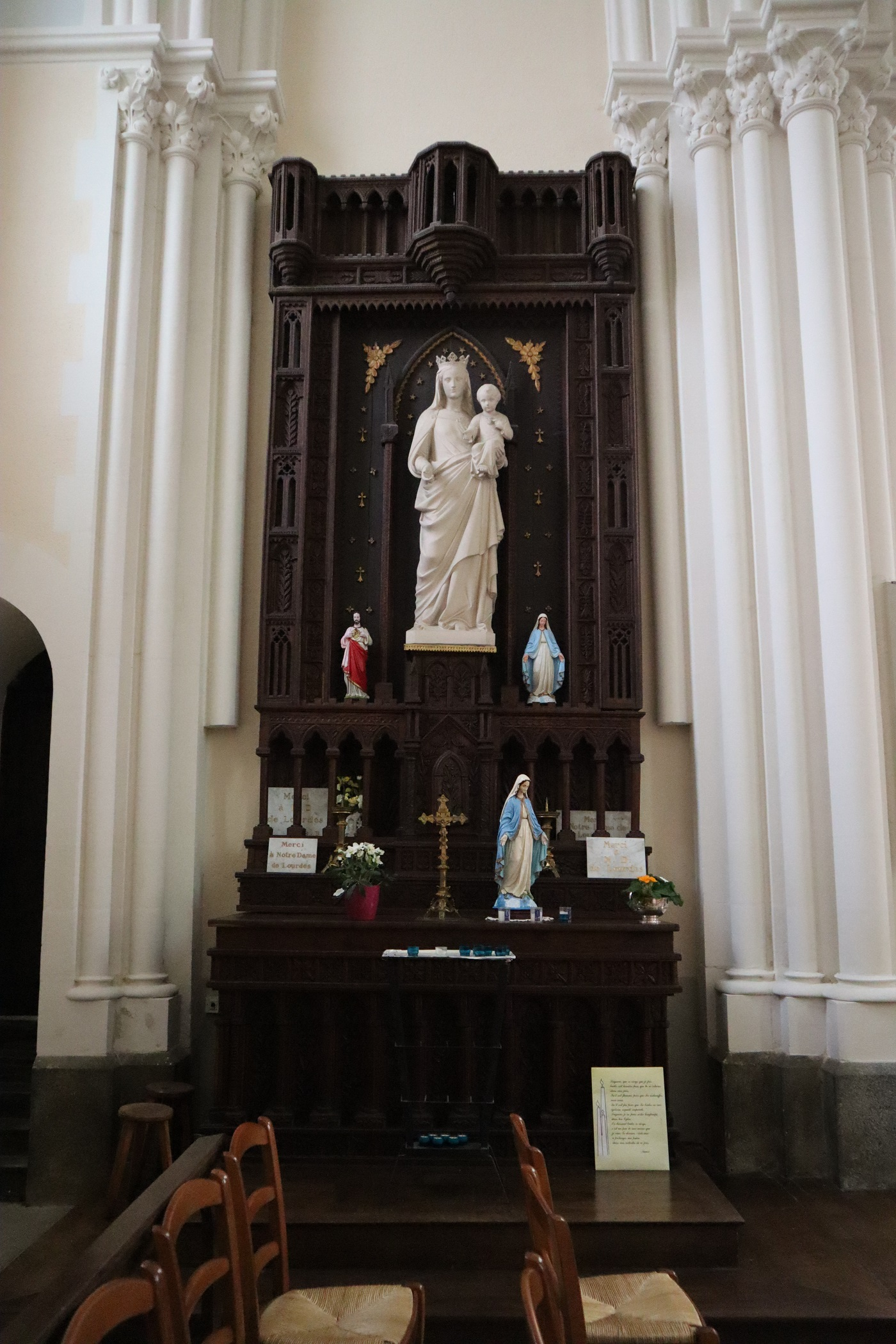
Autel et retable de la Vierge.
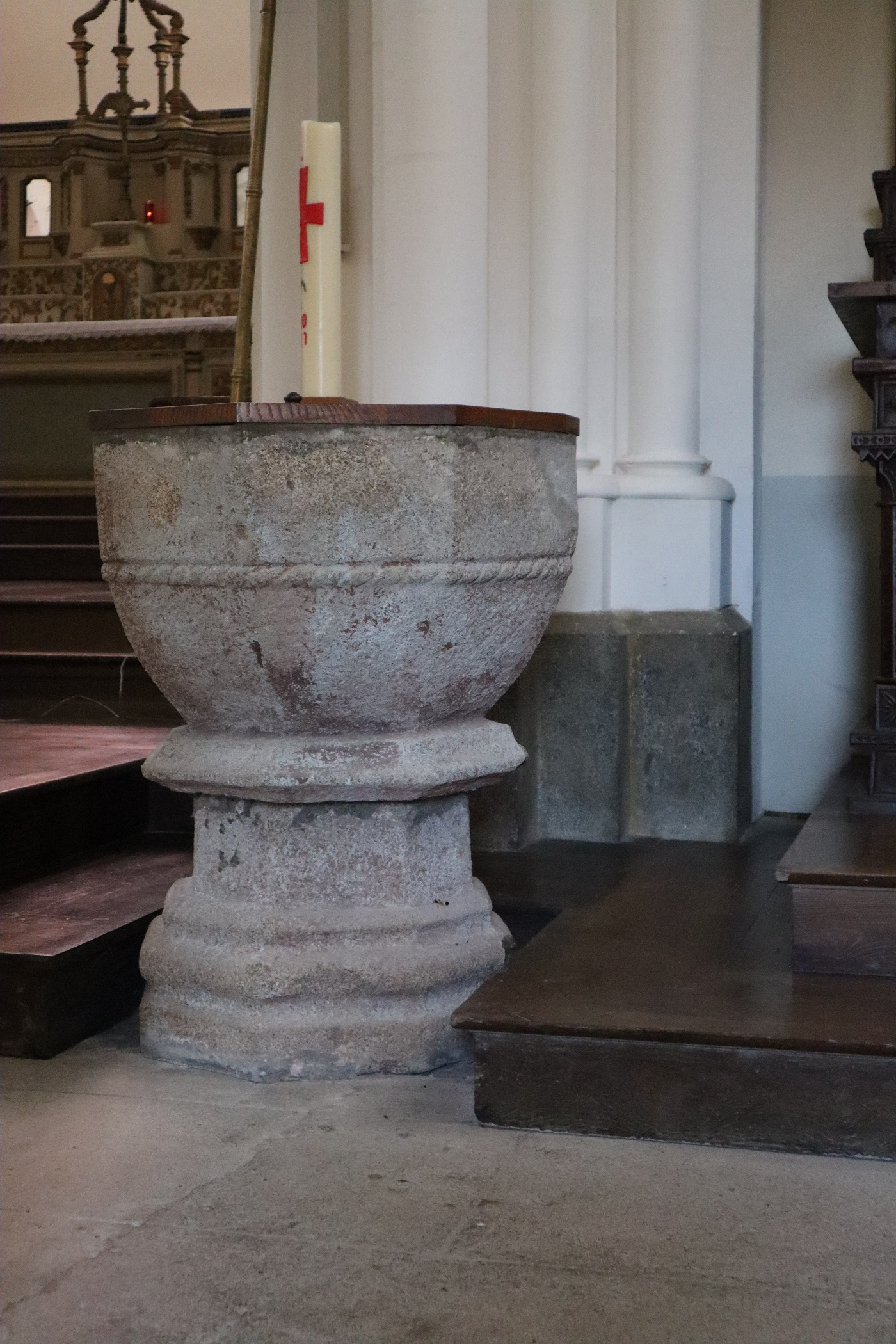
Fonts baptismaux.

- La croix du cimetière (XVIe siècle)[43].
- Le château de Malnoë ou Malenoë (1801). Reconstruit au début du XIXe siècle, il avait autrefois une fuie, et une chapelle privative qui remontait au XVIe siècle. La chapelle Saint-Jean de Malenoë est située à proximité du château. Le domaine possédait un droit de haute justice et un droit de quintaine. Il relevait de la châtellenie de Châtillon-en-Vendelais. Propriété successive des familles Malenoë (en 1094), Cervon, baron des Arcis (en 1653), Farcy, seigneurs de Mué (en 1676 et 1789)[44].

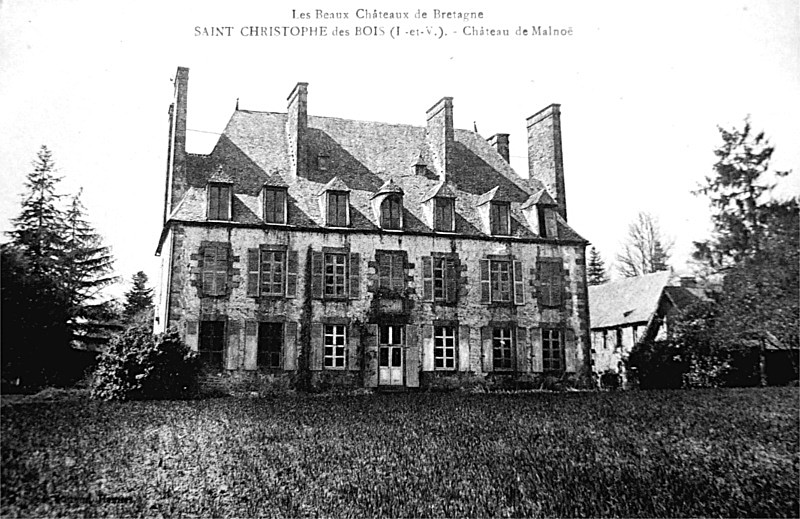
Le château de Malnoë au début du XXe siècle (carte postale).

- Le puits (XIXe siècle), situé rue de l'Église[45].
- Le moulin à eau de Cucé [Cussé] : ancien moulin à farine datant du XIXe siècle ; son mécanisme et sa roue ont disparu[46].
- Le manoir de la Martinais (1er quart du XVIIe siècle, remanié au XIXe siècle)[47].
- L'ancien manoir du Plessis-Cucé, propriété successive des familles Malestroit (en 1513), Chevallerie, Godard (vers 1553), Malenoë (en 1599 et 1615), Farcy (en 1744 et 1772).

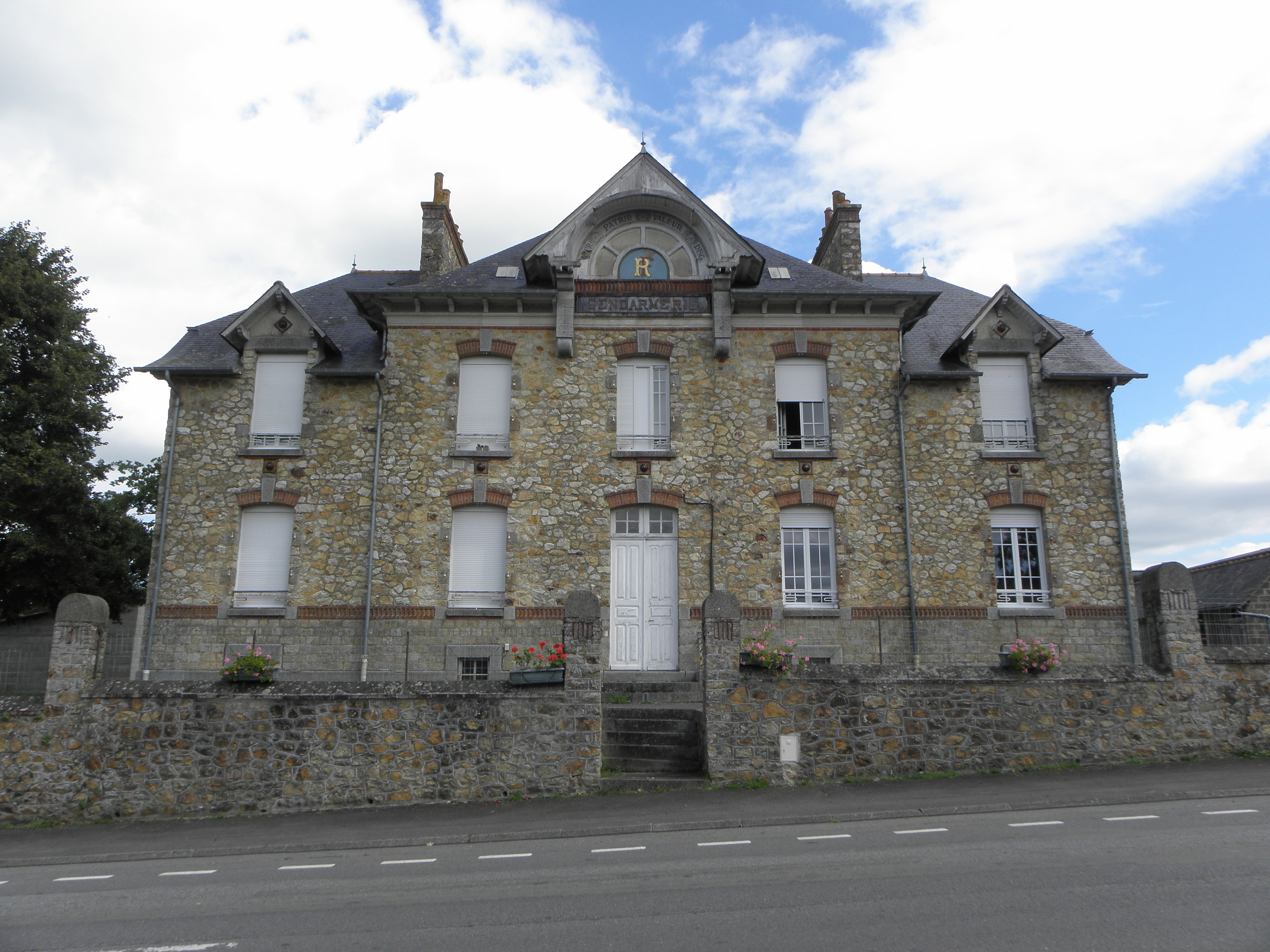
L'ancienne chapelle Notre-Dame-de-Bon-Secours de la Roussière, bâtie par Mlle Suzanne Grandgirard et M. Grandgirard, son frère, recteur de Marpiré, sur leur propriété de la Roussière. Cette chapelle a été bénite le 24 septembre 1856 par M. Châtel, doyen de Saint-Martin de Vitré[19].
- L'ancienne gendarmerie.

- L'ancienne gendarmerie.

## Activité et manifestations
- Diverses associations sont actives au sein de la commune.

## Personnalités liées à la commune
- La seigneurie de Malenoë.
- Jean Chalopin producteur et scénariste français né le 31 mai 1950 (74 ans)